# Почётный Кубок люфтваффе
Почëтный Кубок Люфтваффе (нем. Ehrenpokal für besondere Leistung im Luftkrieg) — немецкая военная награда за особые достижения в воздушной войне. Учреждена Рейхсмаршалом Германом Герингом 27 февраля 1939. Награждению подлежали военнослужащие Люфтваффе.
Средства на изготовление кубков выделялись из специального фонда Министерства авиации. Единым уполномоченным изготовителем кубков была Берлинская фирма «Йоханн Вагнер и сын» (нем. «JON.WAGNER&SOHN»).

## Описание награды
За основу внешнего вида кубка взята аналогичная награда времен Первой мировой войны — «Почётный кубок для победителя в воздушном бою».
Лицевая сторона включает в себя рельефные изображения двух дерущихся орлов, а оборотная — Железный крест 1939 года. Стоян чаши украшен рельефным изображением дубовых листьев и желудей. Подножье — выгравированными фамилией, именем, воинским званием награждённого и датой награждения. Внизу кубка по кругу надпись — «За особые достижения в воздушной войне». На внешней стороне кубка — знак фирмы-изготовителя, материал, из которого он изготовлен, другие клейма.
Кубки изготавливались из серебра 835-й пробы. Кубок имел следующие параметры и вес: высота — 203 мм, диаметр основания −100,3 мм, диаметр чаши — 90,6 мм, диаметр кольца — 59,5 мм, диаметр верхней кромки — 97,5 мм, вес — 420 граммов.
С середины 1942 года использовалось «немецкое серебро» (нейзильбер — сплав меди, никеля и цинка) с серебрением. Средние параметры: высота 206,5 мм, диаметр основания — 97,7 мм, чаши — 90,2 мм, кольцо — 59,8 мм, верхняя кромка — 101,6 мм. Вес — 400 граммов. Кубок состоял из соединенных вместе четырёх частей.
Как много было награждённых Почётными кубками, сколько этих Кубков изготовлено и вручено — выяснить невозможно. По данным Бундесархива и Военного архива, награждений было от 13000 до 15000.
По наградному статусу Почётный Кубок Люфтваффе находился между Железным крестом первого класса и Рыцарским крестом, или Золотым немецким крестом. Награждению подлежали только пилоты боевых самолётов за особые достижения в ходе боевых действий. Награждались пилоты, которые уже были награждены Железным крестом первого класса, но их достижение не давали право для награждения Рыцарским крестом, или Золотым немецким крестом. Вручался в коробке голубого (размеры: длина — 25,5 см, ширина — 15,0 см, высота — 11,5 см), или реже красного цвета. К награде прилагался наградной лист.